# Микола (Ширяй)
Микола (Ширяй) (Хиряй; (нар.1870 — пом. 17 травня 1938) — український релігійний діяч, єпископ Ніжинський, згодом Роменський УАПЦ.

## Життєпис
У 1921 році був делегатом І Всеукраїнського Православного Церковного Собору УАПЦ 14–30 жовтня як священник села Сваричівка Борзнянського повіту.
9 липня 1922 року у Благовіщенському соборі міста Ніжина висвячений на єпископа Ніжинського УАПЦ митрополитом Василієм Липківським у співслужінні архієпископа Нестора Шараївського. На той час мав у себе до 40 парафій, зокрема церкви Борзенського повіту.
З часом перебрався на парафію у місто Носівка. У 1924 році посварився з власною округовою радою і наступного 1925 року перейшов до Діяльно-Христової церкви. У братстві був настоятелем Троїцької парафії в Києві.
25 грудня того року разом із єпископами-перебіжчиками Петром (Тарнавським) і Володимиром (Бржосньовським) хіротонізував на єпископа Новомиргородського і Зінов'євського Феофана (Хомжу).
Однак станом на 1926 рік парафія єпископа боргувала за архієрейський одяг 237 рублів.
Ще з 1926 року разом із Тарнавським і Бржосньовським спробував повернутися до УАПЦ, однак хоч і усі були прийняті, проте залишилось відкритим питання про те, чи залишати їм єпархії і парафії.
Єпископ Микола за умовами приєднання першим залишив парафію і перейшов на проживання до Михайлівського монастиря у Києві.
21 січня 1927 Микола (Ширяй) очолив самоліквідаційні збори Ради спілки релігійних громад ДХЦ.
9 травня 1927 року єпископ Микола брав участь у храмовому святі в селі Мрин та після Євангелія закликав людей єднатися із синодальною церквою.
8 листопада 1927 року в Троїцькій церкві Києва на свято Михайла відбулося повернення єпископів ДХЦ Чулаєвського, Тарнавського, Ширяя і Грушевського до УАПЦ.
З 1928 року Микола (Ширяй) став єпископом Роменським із включенням Прилуцької округи.
Арештований і розстріляний 17 травня 1938 року у Чернігові.

## Довідка
- Біографічні довідки на митрополитів, єпископів та священиків УАПЦ, які згадуються у документах
- Протоієрей Віталій Клос. «Розділяй і володарюй», або «ДХЦ» в політиці ДПУ (1924-1927 рр.) [Архівовано 26 лютого 2022 у Wayback Machine.]